# Madame Renaud
Ana Renaud
Pour les articles homonymes, voir Renaud (homonymie) et Muntané.
Ne doit pas être confondu avec Anne Renaud ou Line Renaud.
Ana Renaud Muntané, surnommée Madame Renaud, née à Carme (Catalogne) le 16 juillet 1868 et morte le 30 mars 1961 à Barcelone, est une styliste de mode de la haute bourgeoisie catalane de l'époque de l'art nouveau et du modernisme catalan.
Elle est considérée comme l'une des personnalités les plus représentatives de la mode barcelonaise de cette période avec Maria Molist, Caroline Montagne Roux et Joana Valls.

## Biographie

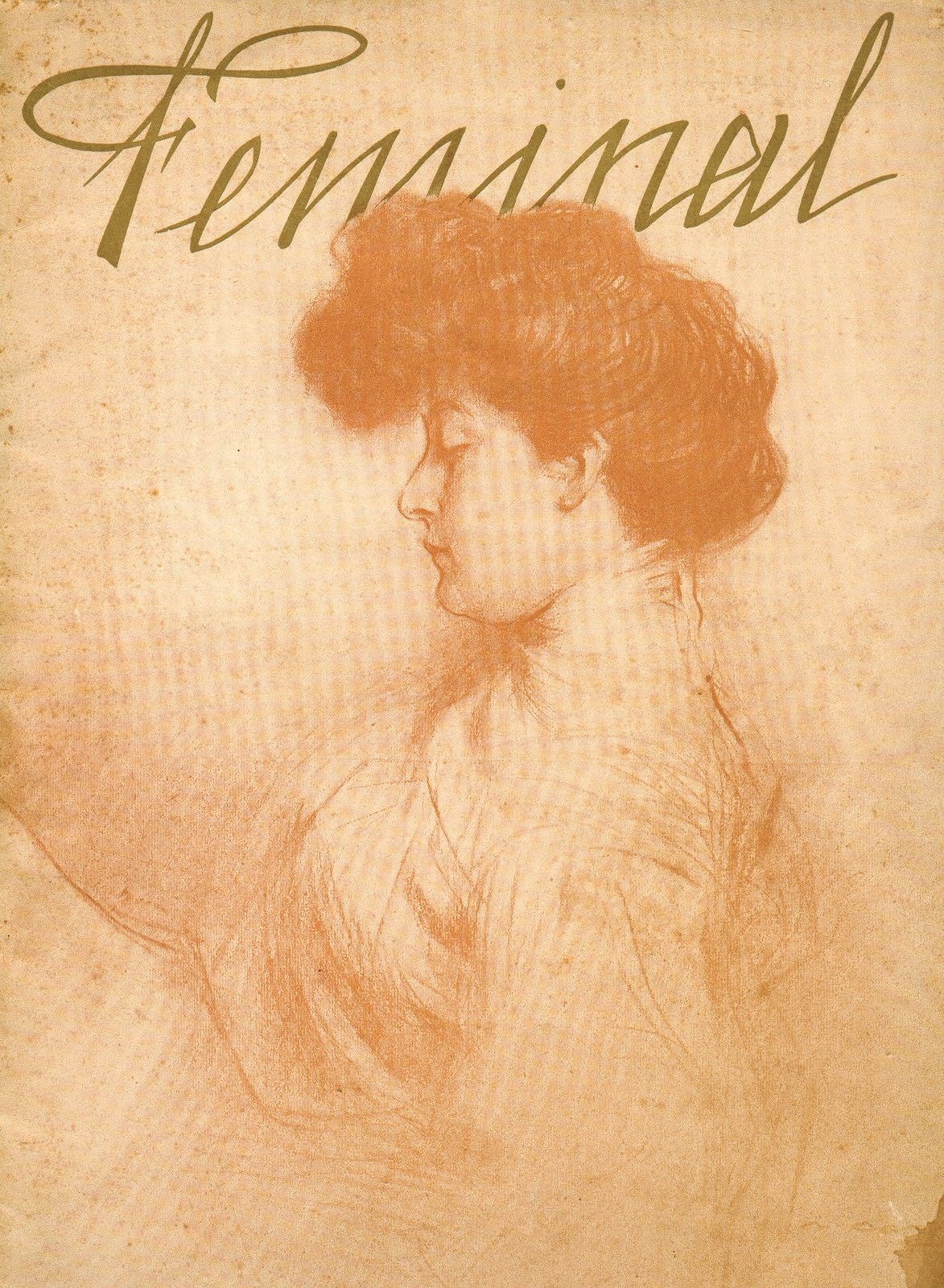
Une du magazine féminin catalan Feminal.

Née le 16 juillet 1868 à Carme, dans l'Anoia, Ana Renaud s'installe dans la ville de Barcelone à l'âge de vingt ans. Elle épouse Victor Miró i Guasch avec qui elle a deux enfants, Ramon et Josefina. Durant ses premières années en tant que couturière, elle utilise le nom d'Anita Miró, du nom de son mari, avant de fonder l'entreprise Renaud et Cie, en profitant du prestige de son nom français, dont le premier siège est situé au n°10 de la rue Pau Claris dans l'Eixample de Barcelone en 1912.
De 1915 à 1925, elle installe sa boutique au n°20 de la Rambla de Catalogne.
Elle devient veuve le 25 juin 1931.
Ana Renaud participe aux premiers salons de la mode à Barcelone dans les années 1930.
Elle est, jusqu'aux débuts de la République et de la guerre d'Espagne, l'une des créatrices du milieu de la mode barcelonais  les plus en vue, connue quelquefois sous le nom de Madame Lebrun, exploitant une boutique située au n°101 du Passeig de Gràcia, l'une des artères les plus célèbres du quartier de l'Eixample.

## Postérité
Ana Renaud décède à Barcelone en 1961, sous la dictature franquiste. Elle est inhumée dans la division n°5 du cimetière de les Corts de Barcelone.
Plusieurs de ses œuvres sont conservées au Musée du Design de Barcelone,.

## Galerie

Œuvres d'Ana Renaud, dite Madame Renaud
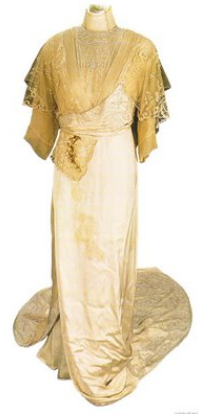
Robe de mariée.
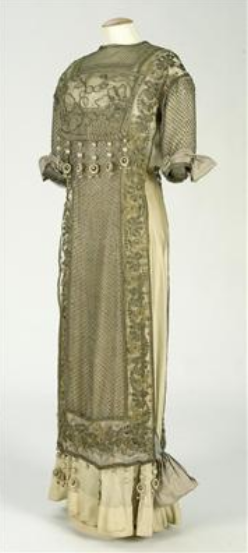
Robe.
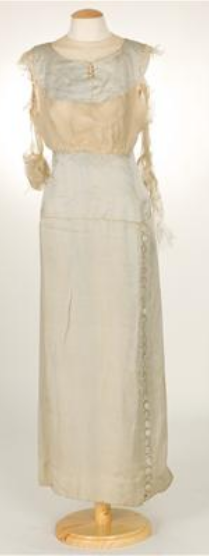
Robe.
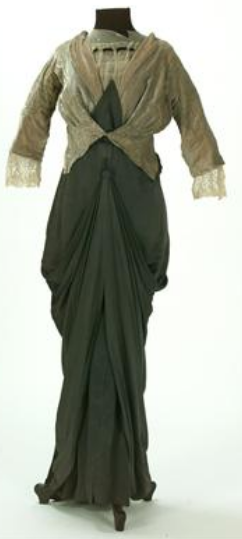
Ensemble.
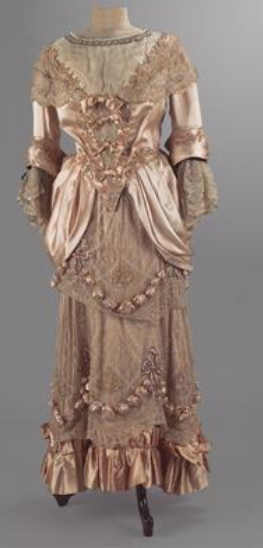
Tunique style Paul Poiret.
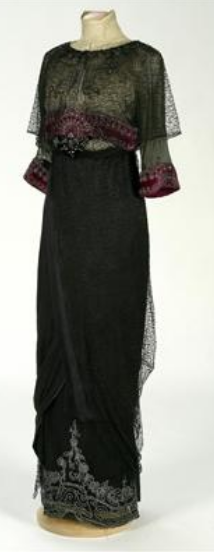
Robe de soirée.